# Fun (canção)
"Fun" é uma canção da banda britânica Coldplay com a participação da cantora sueca Tove Lo contida no sétimo álbum de estúdio da banda, A Head Full of Dreams. A faixa foi escrita pelos membros da banda e produzida pelo colaborador de longa data Rik Simpson junto da equipa Stargate.

## Desempenho comercial

### Posições nas tabelas musicais
| Tabela musical (2015)          | Melhor posição |
| ------------------------------ | -------------- |
| França (SNEP)                  | 118            |
| Países Baixos (Single Top 100) | 86             |
| Reino Unido (UK Singles Chart) | 164            |